# EA 1946

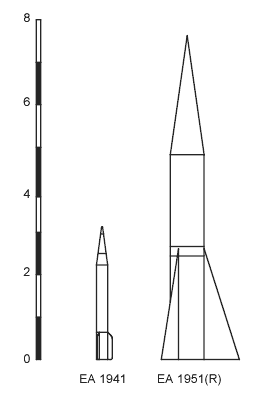
Os foguetes EA 1941 e o EA 1951 EOLE.

EA 1946, también denominado Eole, fue un cohete francés desarrollado durante 1946 a partir del EA 1941. Fue el segundo cohete desarrollado por Jean-Jacques Barre tras el EA 1941, y último de su tipo. La autorización para el comienzo del desarrollo partió del LRBA (Laboratorio de Investigación de Balística y Aeronáutica, en francés) el 15 de octubre de 1946. El EA 1946 tenía como competidor directo al cohete Véronique, diseñado para el LRBA por un equipo alemán.
El diseño original utilizaba gasolina y oxígeno líquido como propelentes, con un empuje de 100 kN. Las pruebas estáticas comenzaron en Vernon en febrero de 1949. La primera prueba estática fue exitosa, pero la segunda (en enero de 1950) acabó en explosión, destruyendo el banco de pruebas. Fue entonces cuando se decidió cambiar la gasolina por etanol como propelente para conseguir una combustión estable, cambio tras el cual el vehículo pasó a denominarse EA 1951 o Eole. La disposición de los tanques de propelente también fue modificada: el primer diseño los colocaba concentricamente, uno dentro de otro, para posteriormente colocarlos en tándem, uno sobre otro. La primera prueba estática utilizando solo el motor tuvo lugar en diciembre de 1950, con otras 6 pruebas hasta septiembre de 1951. Les siguieron otras tres pruebas con el vehículo ya completo, entre marzo y octubre de 1952.
El empuje planeado del motor, de 100 kN, no aseguraba un despegue estable para la masa del cohete, y se consideraron dos soluciones: añadir un propulsor auxiliar para proporcionar 240 kN durante 0,5 segundos (habrían sido dos cohetes de combustible sólido acoplados al cuerpo principal) o el uso de un sistema de cables. Ninguno de los dos sistemas anteriores estuvo listo para el momento de los lanzamientos de prueba, por lo que se decidió no llenar del todo los tanques de propelente (solo se llenarían 2/5) para aligerar el vehículo: el peso del vehículo sería de 1788 kg (1090 kg de propelentes), contra los 3400 kg de un vehículo lleno. El vehículo se lanzaría desde una rampa de 21 metros de largo.
En noviembre de 1952 se hicieron dos lanzamientos de prueba desde Hammaguir, que acabaron en fracaso debido a la destrucción de las aletas estabilizadoras al alcanzar la barrera del sonido. El proyecto acabó siendo cancelado en diciembre de 1952 tras ser obvio que el trabajo del equipo alemán estaba dando mejores resultados.

## Especificaciones
- Empuje en despegue: 100 kN
- Masa total: 3400 kg
- Ojiva: 275 kg
- Alcance máximo: 800 km
- Diámetro del cuerpo principal: 0,8 m
- Longitud total: 11 m
- Propulsión: etanol y oxígeno líquido